# Eve of the Daleks
Eve of the Daleks (La víspera de los Daleks) es el episodio especial de Año Nuevo de la serie británica de ciencia ficción Doctor Who, emitido originalmente el 1 de enero de 2022 por BBC One. Fue escrito por el productor ejecutivo Chris Chibnall y dirigido por Annetta Laufer.
El episodio está protagonizado por Jodie Whittaker como la Decimotercer Doctor, junto a Mandip Gill y John Bishop como sus compañeros Yasmin Khan y Dan Lewis, respectivamente.

## Sinopsis
Poco antes de la medianoche de la víspera de Año Nuevo, Nick (Adjani Salmon) llega al depósito ELF para dejar un tablero de Monopoly para irritación de Sarah (Aisling Bea), que preferiría estar en casa y debe recibirlo, mientras ella recibe continuamente notificaciones de otras personas que están celebrando el Año Nuevo. Mientras tanto, la Doctor, Yaz y Dan intentan reiniciar la TARDIS para eliminar el daño y las anomalías causadas por el Flujo durante los episodios previos, mientras pasan tiempo en una playa de otro planeta hasta que la máquina del tiempo se haya reparado. Sin embargo, ésta aterriza en el depósito ELF y, sin que la tripulación lo sepa, provoca un bucle de tiempo.
Luego de que Nick termina de guardar el tablero en su unidad de almacenamiento, es exterminado por un Dalek al salir de este, el cual tiene un desintegrador múltiple. Poco después, Sarah, la Doctor y sus compañeros son asesinados en el vestíbulo principal por el mismo Dalek.
Acto seguido, el bucle se reinicia cuando la tripulación comienza a sospechar que está ocurriendo algo extraño. Juntos, intentan descubrir cómo escapar del edificio, ya que los Dalek han sellado la entrada principal con una barrera. También se dan cuenta de que el bucle del tiempo se cierra constantemente y que una vez que llegue a medianoche, se cerrará. Los Daleks revelan que han llegado a este lugar al detectar el aterrizaje de la TARDIS y desean exterminar a la Doctor por sus acciones contra los Daleks en The Vanquishers. El grupo se ve obligado a trabajar en equipo para detener a los Daleks y escapar de la instalación antes de que se cierre el bucle.
Se encuentran con muchas de las cosas extrañas que uno de los empleados de Sarah guarda en el complejo, incluida una unidad acondicionada como apartamento de lujo; una unidad completamente llena de frijoles y latas de carne; una unidad llena de taxidermias; y una unidad llena de artículos para fiestas, junto con varias cajas de fuegos artificiales y explosivos de alta potencia en contra de las políticas de ELF. También descubren que Nick trae tantas cosas a las instalaciones porque eran todas las cosas que sus exparejas dejaron atrás, que Sarah se quedó en ELF para asegurarse de que Nick estuviera bien, ya que siempre aparecía en ese momento y que Yaz tiene sentimientos románticos hacia la Doctor.
Sin embargo, a medida que avanzan los bucles, los Daleks también intentan contrarrestar las estrategias de los grupos, enviando más unidades a tratar con ellos. A medida que el ciclo se cierra, el grupo se mueve de manera impredecible para burlar a los Daleks hasta que los engañan para que disparen las cajas de fuegos artificiales, destruyendo las instalaciones de ELF y a ellos mismos, mientras facilitan el escape de la Doctor.
Observan la exhibición de fuegos artificiales que siguió después de haber sobrevivido al ciclo de tiempo. La TARDIS termina de reiniciarse y la Doctor y sus acompañantes se van. Sarah y Nick deciden viajar juntos por el mundo.

## Producción

### Desarrollo
Eve of the Daleks fue escrita por el showrunner y productor ejecutivo Chris Chibnall. El episodio presenta una nueva versión de los Daleks denominada "verdugos" y utiliza el formato narrativo de un bucle de tiempo.

### Casting
Jodie Whittaker interpreta a la Decimotercer Doctor, junto a Mandip Gill como Yasmin Khan y John Bishop como Dan Lewis. El episodio presenta a las estrellas invitadas Aisling Bea y Adjani Salmon, y también presenta a Pauline McLynn. Jonny Dixon, quien apareció por última vez en The Woman Who Fell to Earth (2018), volvió para interpretar a Karl.

### Filmación
El episodio fue dirigido por Annetta Laufer. Los dos primeros especiales de 2022 se filmaron en la misma serie de producción que la decimotercera temporada. La filmación de esos especiales concluyó en agosto de 2021.

## Emisión
Eve of the Daleks se emitió el 1 de enero de 2022 y es el primero de los tres especiales que se realizarán durante 2022 para concluir el ciclo de Whittaker interpretando a la Doctor.